# یواس‌اس وسترن سی (آی‌دی-۳۱۵۳)
یواس‌اس وسترن سی (آی‌دی-۳۱۵۳) (به انگلیسی: USS Western Sea (ID-3153)) یک کشتی بود که طول آن ۴۲۳ فوت ۹ اینچ (۱۲۹٫۱۶ متر) بود. این کشتی در سال ۱۹۱۸ ساخته شد.